# مانیاک
مانیاک (انگلیسی: Manyak) یک شهرک در شهرستان کراسنوکامسکی استان باشقیرستان کشور روسیه است.